# 아이보리 은행
아이보리 은행은 남수단의 상업은행이다. 남수단의 국가 은행 규제 기관인 남수단 은행으로부터 남수단에서 영업할 수 있는 면허를 받은 상업은행 중 하나이다.
이 은행은 남수단 주민들의 은행 업무 요구를 충족시키기 위해 개설된 초기 금융 기관 중 하나였다.

## 역사
아이보리 은행은 1994년 남수단 사업가 그룹이 남수단 주민과 기업의 은행 업무 요구를 충족시키기 위해 설립했다. 이 은행은 원래 수단의 하르툼에 본부를 두었다. 2009년 4월, 은행은 본부를 남수단의 수도이자 최대 도시인 주바로 이전했다.

## 지점망
2013년 10월년 기준, 아이보리 은행은 다음 지점들을 유지하고 있다:
1. 본점 - 주바
2. 아웨일 지점 - 아웨일
3. 하르툼 지점 - 하르툼, 수단[6]
4. 말라칼 지점 - 말라칼, 남수단
5. 렌크 지점 - 렌크, 남수단
6. 와우 지점 - 와우 (도시)
7. 예이 지점 - 예이
8. 카야 지점 - 카야, 남수단
9. 니물레 지점 - 니물레, 남수단
10. 나시르 지점 - 나시르, 남수단
11. 레자프 지점 - 레자프, 남수단
12. 쿠아조크 지점-쿠아조크, 남수단

## 같이 보기
- 남수단의 은행 목록
- 남수단 중앙은행